# Rústico (sacelário)

Mapa de Lázica

Rústico (em latim: Rusticus) foi um oficial bizantino do século VI, ativo durante o reinado do imperador Justiniano (r. 527–565).

## Vida
Era nativo da Galácia. Seu parentesco é desconhecido, exceto que teve um irmão chamado João. Aparece pela primeira vez no registro histórico em 554, quando, segundo o historiador Agátias, exerceu ofício em Lázica. Não era um militar, e sim um oficial financeiro, presumivelmente sacelário, e foi incumbido pelo imperador com a missão de recompensar soldados notáveis com recursos dos fundos imperiais. Sua autoridade se equipasse àquela dos mestres dos soldados em exercício no país, o que levou os autores da Prosopografia do Império Romano Tardio sugerirem que ele fosse um homem ilustre.
Ainda em 554, Rústico, Martinho e Bessas foram acusados pelo rei laze Gubazes II (r. 541–555) pelos desastres bizantinos frente o exército sassânida. Segundo Agátias, Rústico e Martinho já alimentavam certo desprezo por Gubazes, e com o envio de relatos desfavoráveis para Constantinopla, planejaram matá-lo. O plano foi concretizado em setembro/outubro de 555 e foi um dos doríforos de Rústico que desferiu o golpe fatal.
Após o assassinato, os oficiais bizantinos reuniram o exército para atacar a fortaleza de Onoguris, e mesmo embora soubessem da aproximação de uma força de alívio, decidiram prosseguir o ataque, por instigação de Rústico. Os resultados foram, contudo, desastrosos. Na primavera de 556, Atanásio prendeu Rústico e seu irmão João e os enviou para cativeiro em Ápsaro, no Ponto Polemoníaco, até a guerra em curso chegar a um interlúdio. Subsequentemente, foram levados para Lázica e julgados culpados, sendo sentenciados à morte e então executados.